# Paranactinia pilula
Genre
Espèce
Paranactinia pilula, unique représentant du genre Paranactinia, est une espèce de cnidaires de la famille des Arachnactidae.

## Systématique
Le nom valide complet (avec auteur) de ce taxon est Paranactinia pilula (McMurrich, 1910). L'espèce a été initialement classée dans le genre Peponactis sous le protonyme et synonyme Peponactis pulula McMurrich, 1910.

## Publication originale
- (de) Carlgren, O. (1924). « Die larven der Ceriantharien, Zoantharien und Actiniarien der deutschen Tiefsee-expedition mit einen Nachtrag zu den Zoantharien », Wissenschaftliche Ergebnisse der Deutschen Tiefsee-Expedition auf dem Dampfer "Valdivia" 1898-1899. 19: 339-476.